# Vicomte Palmerston
 (octobre 2022).
Si vous disposez d'ouvrages ou d'articles de référence ou si vous connaissez des sites web de qualité traitant du thème abordé ici, merci de compléter l'article en donnant les références utiles à sa vérifiabilité et en les liant à la section « Notes et références ».
Pour les articles homonymes, voir Palmerston.

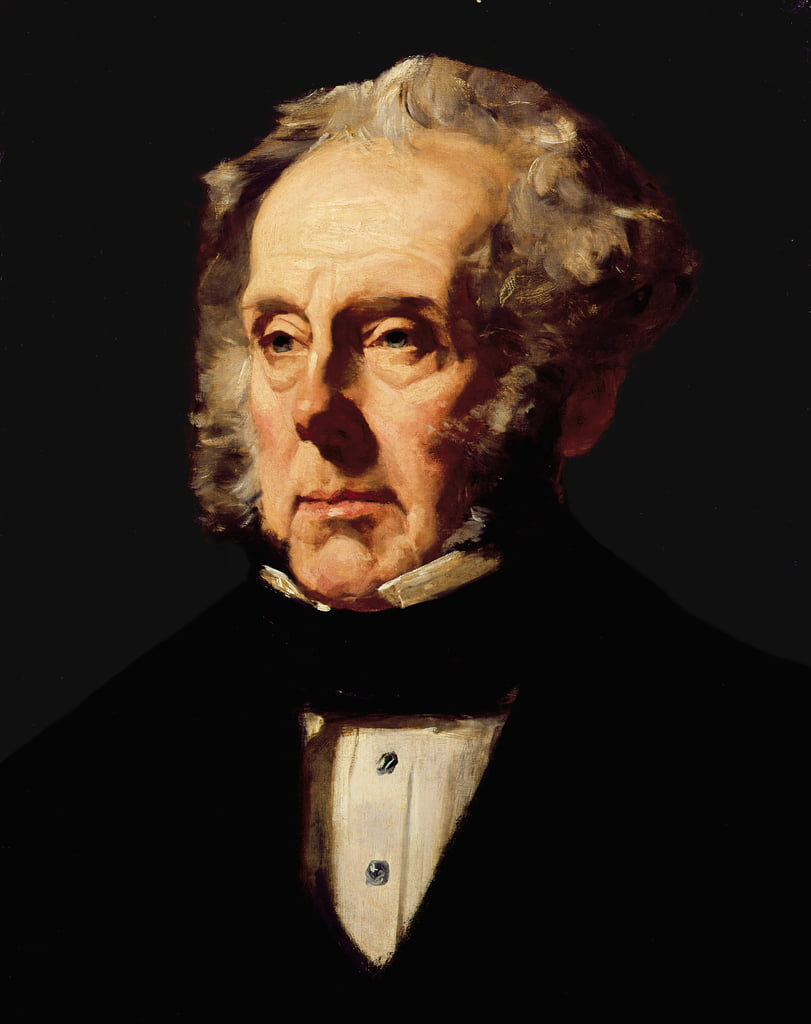
Henry John Temple, 3e Vicomte Palmerston (1784-1865)

Vicomte Palmerston (anglais : Viscount Palmerston) est un titre de la pairie d'Irlande créé en 1723 pour Henry Temple, premier Baron Temple. Il vient du village irlandais de Palmerstown. Il a disparu en 1865 avec son troisième titulaire, Henry John Temple, deux fois premier ministre du Royaume-Uni entre 1855 et 1865.

## Titulaire
1. Henry Temple (1673?-1802), 1er vicomte (1723-1757)
2. Henry Temple (1739-1802), son petit-fils, 2e vicomte (1757-1802)
3. Henry John Temple (1784-1865), son fils, 3e vicomte (1802-1865)